# Göfis
Göfis è un comune austriaco di 3 252 abitanti nel distretto di Feldkirch, nel Vorarlberg.